# 高橋克法
高橋 克法（たかはし かつのり、1957年〈昭和32年〉12月7日 - ）は、日本の政治家。自由民主党所属の参議院議員（3期）、国土交通副大臣兼内閣府副大臣兼復興副大臣。
国土交通大臣政務官（第3次安倍第3次改造内閣・第4次安倍内閣）、参議院文教科学委員長、栃木県塩谷郡高根沢町長（第12・13・14・15代）、栃木県議会議員（1期）を務めた。

## 来歴
栃木県塩谷郡高根沢町生まれ。栃木県立宇都宮東高等学校、明治大学法学部法律学科卒業。大学卒業後、岩崎純三参議院議員の秘書を務める。1985年2月、同公設秘書。1995年２月、同政策秘書となる。
1996年12月、栃木県議会議員補欠選挙（塩谷郡選挙区）に出馬し、初当選した。栃木県議会では自由民主党会派に所属する。
1998年6月12日、高根沢町の岡田幸雄町長が任期途中で死去し、それに伴う町長選への出馬を表明。栃木県議を辞職し、8月の町長選で当選した。以後、4期15年にわたり高根沢町長を務める。その間、栃木県内初となる行政評価システムの条例化など様々な行政改革に取り組み、捻出した財源を基に高根沢町独自の行政サービスを展開する。
2010年の第22回参議院議員通常選挙では、みんなの党の渡辺喜美代表（当時）から比例区での立候補の要請を受け、自身も立候補を検討していたが、後援会からの反対を受け、立候補を見送った。
2013年、自民党栃木県連が実施した第23回参議院議員通常選挙の候補者公募に合格し、3月8日に自民党本部から公認を受ける。これに先立ち、3月5日の町議会で、議会が終了する同月21日に町長を辞職する意向を表明し、町議会議長に辞表を提出した。同年7月21日の第23回参議院議員通常選挙において、栃木県選挙区で民主党の谷博之らを破り当選した。10月1日、麻生派に入会。
2017年8月、第3次安倍第3次改造内閣にて国土交通大臣政務官に就任。
2019年7月の第25回参議院議員通常選挙で再選。
2024年7月25日、翌年7月の第27回参議院議員通常選挙の栃木県選挙区公認候補として擁立することが自民党から発表された。同年11月11日に発足した第2次石破内閣において、国土交通副大臣兼復興副大臣兼内閣府副大臣に就任した。当開票の結果、再選。

## 政策

### 高根沢町長として
2002年（平成14年）12月に「高根沢町行政評価に関する条例」を制定。「行政評価システムの本格運用を開始し､全事務事業の事前・事後評価を実施。事務事 業評価による事業査定の強化により、予算要求・予算査定が省力化」した。
「PDCA（PLAN 計画立案、DO 実施、CHECK 評価、ACTION 改善）サイクルを循環させつつ、全事務事業の事前・事後評価を実施。平成 18 年度 からは「高根沢町地域経営計画 2006」の新たな政策体系のもとに、政策評価、施策 評価を新たに実施し、コストと成果を重視した行政運営を推進している。」としており、地方行政の簡素化を総務省から評価されている。

### 2013年の政策
2013年の参院選に伴う候補者アンケートによると
- 憲法9条の改正に賛成し、自衛隊の役割や限界を明記すべきとしている[11]。
- 集団的自衛権の行使に賛成[11]。
- 日本の核武装について、国際情勢によっては検討すべきとしている[11]。
- 労働市場の規制緩和を進め、企業側が金銭を払えば解雇しやすくすることに反対[11]。
- 原発は当面必要だが将来的に廃止すべき[11]。
- 海外への原発輸出に賛成[11]。

### 2019年の政策
2019年の参院選に伴う候補者アンケートによると
- 2019年10月に予定されている消費税の10%への引き上げについて「法律に従い、引き上げるべきだ」と回答[12]。
- 治安維持のためプライバシーや個人の権利の制約は当然と思うかとの設問に「どちらかと言えば賛成」と回答[13]
- アベノミクスについて、「評価する」と回答[14]

### 選択的夫婦別姓に反対
2019年の参院選に伴う候補者アンケートでは選択的夫婦別姓導入への賛否について「どちらとも言えない」と回答していた。
2021年1月30日、高橋ら自民党国会議員有志50人は、47都道府県議会議長のうち同党所属の約40人に、選択的夫婦別姓の導入に賛同する意見書を採択しないよう求める文書を提出した。地方議員や市民団体は、地方議会の独立性を脅かす行為だとして高橋らを批判した。

## 政治資金
2023年の政治資金収支報告書によれば、高橋が代表を務める「自民党参議院選挙区第2支部」は1959万円の政治資金パーティー券収入、318万円の派閥からの寄付受取があった。

## 人物・不祥事

### 統一教会との関係
- 2016年1月24日、世界平和統一家庭連合（旧統一教会）の関連組織は「アジアと日本の平和と安全を守る栃木大会」を宇都宮市の栃木県青年会館コンセーレで開催。同大会に高橋は出席し、平和安全法制についての考えを述べた。また、国際勝共連合会長の太田洪量が講師として講演した[20][21][22]。
- 2018年12月、統一教会の関連団体「世界平和連合」で国政報告会を行った[21][23]。
- 2022年7月から8月にかけて、共同通信社は、全国会議員712人を対象に、統一教会との関わりを尋ねるアンケートを実施。8月31日に各議員の回答の全文を公表した。岸田文雄首相は8月8日の自民党臨時役員会で、統一教会をめぐり「政治家の責任で関係をそれぞれ点検し、適正に見直してもらいたい」と述べ、党所属国会議員全員に通達するよう指示[24]しながらも、自身はアンケートに答えることを拒否した[注 1]。高橋もアンケートに答えることを拒否した[29][30]。

### 有権者に名前・写真入りカレンダー配布
2017年1月、選挙区内の不特定多数の有権者に配布した場合公職選挙法に抵触するにもかかわらず、栃木県内の一部地域に自身の名前・写真入りカレンダーを配布していたことが明らかになった。

## 所属団体・議員連盟
- 日本会議国会議員懇談会[32]
- 神道政治連盟国会議員懇談会[32]
- みんなで靖国神社に参拝する国会議員の会[32]
- 自民党たばこ議員連盟[33]
- 責任ある積極財政を推進する議員連盟[34]

## 支援団体
- 全国たばこ販売政治連盟（組織推薦候補者）[33]
- 神道政治連盟[35]

## 選挙歴
| 当落 | 選挙                         | 執行日         | 年齢 | 選挙区       | 政党       | 得票数     | 得票率 | 定数 | 得票順位 /候補者数 | 政党内比例順位 /政党当選者数 |
| ---- | ---------------------------- | -------------- | ---- | ------------ | ---------- | ---------- | ------ | ---- | ------------------ | ---------------------------- |
| 当   | 1996年栃木県議会議員補欠選挙 | 1996年12月     | 39   | 塩谷郡選挙区 | ーー       | ーー票     | ーー   |      | /                  | /                            |
| 当   | 1998年高根沢町長選挙         | 1998年7月      | 40   | ーー         | 無所属     | ーー票     | ーー   | 1    | 1/                 | /                            |
| 当   | 2002年高根沢町長選挙         | 2002年7月      | 44   | ーー         | 無所属     | ーー票     | ーー   | 1    | 1/                 | /                            |
| 当   | 2006年高根沢町長選挙         | 2006年7月9日   | 48   | ーー         | 無所属     | ーー票     | ーー   | 1    | 1/1                | /                            |
| 当   | 2010年高根沢町長選挙         | 2010年7月25日  | 52   | ーー         | 無所属     | ーー票     | ーー   | 1    | 1/1                | /                            |
| 当   | 第23回参議院議員通常選挙     | 2013年07月21日 | 55   | 栃木県選挙区 | 自由民主党 | 37万6553票 | 48.11% | 1    | 1/5                | /                            |
| 当   | 第25回参議院議員通常選挙     | 2019年07月21日 | 61   | 栃木県選挙区 | 自由民主党 | 37万3099票 | 53.51% | 1    | 1/3                | /                            |
| 当   | 第27回参議院議員通常選挙     | 2025年07月20日 | 67   | 栃木県選挙区 | 自由民主党 | 30万1373票 | 36.67% | 1    | 1/6                | /                            |